# 李登輝秘録
李登輝秘録（りとうきひろく）は、産経新聞が2019年4月から2020年2月まで、8部構成で計78回にわたって朝刊1面や3面、国際面などで長期連載した台湾の元総統、李登輝の生涯を多面的に描いた特集記事。この連載をベースに2020年7月、産経新聞出版から同名の書籍として出版された。
書籍の第1刷発行日の前日、7月30日の夜、李登輝は台北市内の病院で死去した。満97歳だった。著者は産経新聞元台北支局長、元上海支局長で、論説委員兼特別記者となった河崎眞澄。著者は台北支局長として台湾に赴任した2002年9月から、すでに総統を退任していた李登輝や関係者のオーラルヒストリー取材を始め、台湾、中国、香港、日本、米国などでも取材や史料収集を重ねた。2008年12月に上海支局長として中国に赴任したのちも、台北支局の支援を得て、李登輝や関係者へのインタビューを複数回、行った。死去1年の2021年7月、台湾の前衛出版社から中文翻訳版も出版された。

## 概要
2019年4月3日より連載が開始される。李登輝の人生を通し、東アジアの現代史を見つめなおす。
2020年7月31日に、出版された。。